# Sheetal Sheth

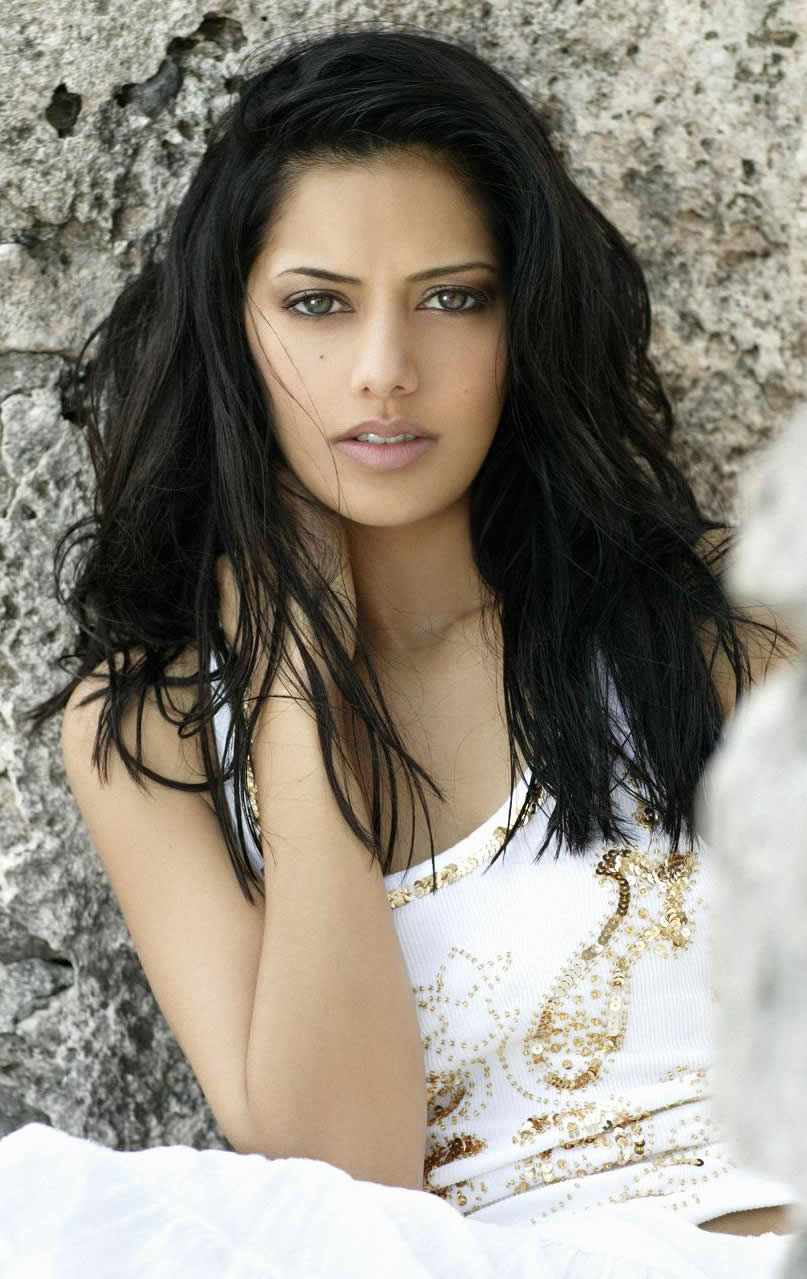
Sheetal Sheth

Sheetal Sheth (* 24. Juni 1976 in Phillipsburg, New Jersey) ist eine US-amerikanische Schauspielerin.

## Leben und Leistungen
Sheth studierte Schauspielkunst an der Tisch School of the Arts der New York University und nahm während dieser Zeit an einem Theaterworkshop in Amsterdam teil. Sie debütierte in einer größeren Rolle im Filmdrama ABCD (1999), welches im Jahr 2000 einen Sonderpreis des Festivals WorldFest Houston erhielt. Eine größere Rolle übernahm sie auch in der Komödie American Chai (2001), die 2001 den Publikumspreis des Slamdance Film Festivals bekam.
In der Komödie Indian Cowboy (2004) spielte Sheth eine der beiden Hauptrollen. Im Filmdrama Dancing in Twilight (2005) war sie in einer größeren Rolle neben Mimi Rogers zu sehen. Im Filmdrama Die verborgene Welt (2007) übernahm sie neben Lisa Ray eine der beiden Hauptrollen. Sie spielte eine Frau, die in Südafrika während der Apartheid eine lesbische Beziehung unterhält. Beide Schauspielerinnen stellen erneut ein lesbisches Paar dar im Filmdrama I Can't Think Straight.

## Filmografie (Auswahl)
- 1999: ABCD
- 2001: American Chai
- 2001: Die Prinzessin und der Marine-Soldat (The Princess & the Marine)
- 2001: A Pocket Full of Dreams
- 2001: Wings of Hope
- 2004: Indian Cowboy
- 2005: Dancing in Twilight
- 2007: The Trouble with Romance
- 2007: Die verborgene Welt (The World Unseen)
- 2008: I Can't Think Straight
- 2009: Why Am I Doing This?
- 2011: Three Veils
- 2011: Being Bin Laden
- 2011: Johnny Bravo Goes to Bollywood (Stimme)
- 2012: Navy CIS: L.A. (NCIS: Los Angeles, Fernsehserie, Folge 3x04)
- 2012: Yes, We're Open
- 2012: Reign (Kurzfilm)
- 2012–2013: Lips (Fernsehserie, 2 Folgen)
- 2012–2013: Nice Girls Crew (Fernsehserie, 10 Folgen)
- 2013: The Wisdom Tree
- 2014: Futurestates (Fernsehserie, 4 Folgen)
- 2015: Donny! (Fernsehserie, Folge 1x05)
- 2017: Grin (Kurzfilm)
- 2020: Comisery
- 2020: I'll Meet You There
- 2024: Love Love